# توماس هابارد سومنر
توماس هابارد سومنر (بالإنجليزية: Thomas Hubbard Sumner)‏ هو ربان السفينة أمريكي، ولد في 20 مارس 1807 في بوسطن في الولايات المتحدة، وتوفي في 9 مارس 1876 في تونتون في المملكة المتحدة.

## وصلات خارجية
- توماس هابارد سومنر على موقع الموسوعة البريطانية (الإنجليزية)